# KBRC
Koordinaten: 48° 26′ 19,2″ N, 122° 20′ 44″ W
KBRC (auch bekannt als Oldies Radio) ist ein US-amerikanischer lokaler Evergreen-Hörfunksender aus Mount Vernon im US-Bundesstaat Washington. Betreiber und Eigentümer ist die J&J Broadcasting, Inc. KBRC ist auf der Mittelwelle-Frequenz 1430 kHz empfangbar. Lokal sendet er unter K271AH-FM 102,1 MHz.

## Geschichte
KBRC war in der Region um Mount Vernon, der erste Radiosender ihrer Art, und begann ihre erste Ausstrahlung 1946. Die Sendungen werden in erster Linie im Skagit County empfangen (dazu zählen unter anderem die Ortschaften Mount Vernon, Burlington, Anacortes, Sedro-Woolley, LaConner,  Oak Harbor sowie die San Juan Islands und Whidbey Island). Nebenbei zählen auch Zuhörer aus Bellingham, Everett sowie der Olympic-Halbinsel zur Stammhörerschaft.
1993 wurde KBRC mit dem „Best Overall Cooperation“ ausgezeichnet, eine Auszeichnung die von der Associated Press verliehen wird.
Wöchentlich sendet KBRC ein High School-„Spiel der Woche“ in den Sportarten Basketball und American Football.